# Iglesia del ex fundo Rangue
La iglesia del ex fundo Rangue es un templo católico ubicado en la ribera sur de la laguna de Aculeo, comuna de Paine, Región Metropolitana de Santiago, Chile. Construida en el siglo xx, fue declarada monumento nacional de Chile, en la categoría de zona típica, mediante el Decreto Exento n.º 189, del 25 de abril de 2001.

## Historia
Fue construida en el año 1943 por el arquitecto Pedro Subercaseaux y el ingeniero Miguel Letelier, bajo iniciativa de Alfonso Letelier y Margarita Valdés. Fue consagrada en 1945 por el arzobispo emérito de La Serena Juan Subercaseaux Errázuriz.

## Descripción
Construida en adobe y madera con hormigón en estilo ecléctico, cuenta con una nave central rectangular y una torre campanario de hormigón. Su fachada presenta un pórtico formado por cinco arcos de medio punto.